# Gymnelia guapila
Gymnelia guapila är en fjärilsart som beskrevs av William Schaus 1911. Gymnelia guapila ingår i släktet Gymnelia och familjen björnspinnare. Inga underarter finns listade i Catalogue of Life.